# أريستيد بيريز
أريستيد بيريز (بالإسبانية: Aristides Perez)‏ مواليد 20 مايو 1981 في قرطاجنة، هو ملاكم محترف كولومبي يصنف ضمن فئة وزن الوسط.

## إحصائيات
خاض خلال مسيرته 36 نزالا، فاز في 26 وتعادل في 2 وخسر في 8. فاز بالضربة القاضية في 14 نزالا.

## روابط خارجية
- أريستيد بيريز على موقع بوكس ريك (الإنجليزية) (registration required)